# Gregor Šparovec
Gregor Šparovec (ur. 29 grudnia 1977 w Jesenicach) – słoweński narciarz alpejski, olimpijczyk.

## Kariera
Gregor Šparovec w międzynarodowych zawodach zadebiutował 16 grudnia 1994 roku w zawodach FIS Race w austriackim Zermatt, w których zajął 87. miejsce w slalomie gigancie. 9 stycznia 1995 roku po raz pierwszy stanął na podium w zawodach tej rangi, zajmując 3. miejsce w supergigancie w słoweńskim Mariborze, natomiast 18 stycznia 1996 roku w austriackim Altenmarkt-Zauchensee w zjeździe po raz pierwszy wygrał zawody tej rangi.
W Pucharze Świata zadebiutował 23 lutego 1997 roku w Garmisch-Partenkirchen, w którym zajął 41. miejsce w supergigancie, natomiast 24 stycznia 1999 roku w austriackim Kitzbühel zajął 11. miejsce w kombinacji.
Na igrzyskach olimpijskich 2002 w Salt Lake City zajął 13. miejsce w supergigancie, 31. miejsce w zjeździe oraz nie ukończył kombinacji.
Ostatni występ Šparoveca w Pucharze Świata miał miejsce 20 stycznia 2006 roku w austriackim Kitzbühel, w którym zajął 37. miejsce w supergigancie, natomiast ostatni występ na arenie międzynarodowej miał miejsce 3 kwietnia 2010 roku w zawodach FIS Race w słoweńskim Krvavcu, w którym zajął 60. miejsce w slalomie gigancie.

## Osiągnięcia

### Igrzyska olimpijskie
| Miejsce | Dzień     | Rok  | Miejscowość    | Konkurencja | Czas biegu | Strata | Zwycięzca           |
| ------- | --------- | ---- | -------------- | ----------- | ---------- | ------ | ------------------- |
| 31.     | 10 lutego | 2002 | Salt Lake City | Zjazd       | 1:41,88    | +2,75  | Fritz Strobl        |
| NU      | 13 lutego | 2002 | Salt Lake City | Kombinacja  | —          | —      | Kjetil André Aamodt |
| 13.     | 16 lutego | 2002 | Salt Lake City | Supergigant | 1:23,52    | +1,94  | Kjetil André Aamodt |

### Mistrzostwa świata
| Miejsce | Dzień       | Rok  | Miejscowość  | Konkurencja | Czas biegu | Strata | Zwycięzca          |
| ------- | ----------- | ---- | ------------ | ----------- | ---------- | ------ | ------------------ |
| 29.     | 2 lutego    | 1999 | Beaver Creek | Supergigant | 1:17,28    | +2,75  | Hermann Maier      |
| 29.     | 6 lutego    | 1999 | Beaver Creek | Zjazd       | 1:46,80    | +6,20  | Hermann Maier      |
| 28.     | 30 stycznia | 2001 | Sankt Anton  | Supergigant | 1:24,82    | +3,36  | Daron Rahlves      |
| 14.     | 7 lutego    | 2001 | Sankt Anton  | Zjazd       | 1:41,11    | +2,37  | Hannes Trinkl      |
| 10.     | 2 lutego    | 2003 | Sankt Moritz | Supergigant | 1:40,10    | +1,30  | Stephan Eberharter |
| 27.     | 8 lutego    | 2003 | Sankt Moritz | Zjazd       | 1:46,53    | +2,99  | Michael Walchhofer |

### Mistrzostwa świata juniorów
| Miejsce | Dzień     | Rok  | Miejscowość | Konkurencja   | Czas biegu | Strata | Zwycięzca          |
| ------- | --------- | ---- | ----------- | ------------- | ---------- | ------ | ------------------ |
| 26.     | 16 marca  | 1995 | Voss        | Zjazd         | 1:44,69    | +3,50  | Kurt Sulzenbacher  |
| NU      | 19 marca  | 1995 | Voss        | Slalom        | —          | —      | Florian Seer       |
| 37.     | 21 marca  | 1995 | Voss        | Slalom gigant | 2:08,01    | +9,10  | Christoph Gruber   |
| 7.      | 27 lutego | 1996 | Schwyz      | Zjazd         | 1:32,90    | +1,82  | Ambrosi Hoffmann   |
| 21.     | 27 lutego | 1996 | Schwyz      | Supergigant   | 1:28,58    | +1,82  | Didier Défago      |
| 44.     | 1 marca   | 1996 | Schwyz      | Slalom gigant | 2:11,45    | +8,36  | Rainer Schönfelder |
| 13.     | 3 marca   | 1996 | Schwyz      | Slalom        | 1:35,30    | +3,59  | Benjamin Raich     |

### Puchar Świata

#### Miejsca w klasyfikacji generalnej
| Sezon     | Miejsce           |
| --------- | ----------------- |
| 1996/1997 | niesklasyfikowany |
| 1998/1999 | 95.               |
| 1999/2000 | 134.              |
| 2000/2001 | 86.               |
| 2001/2002 | 88.               |
| 2002/2003 | 72.               |
| 2003/2004 | 116.              |
| 2004/2005 | niesklasyfikowany |
| 2005/2006 | niesklasyfikowany |

#### Miejsca w czołowej "10" w zawodach
1. Kitzbühel – 21 stycznia 2001 (kombinacja) – 6. miejsce
2. Garmisch-Partenkirchen – 22 lutego 2003 (zjazd) – 6. miejsce

### Puchar Europy

#### Miejsca w klasyfikacji generalnej
| Sezon     | Miejsce |
| --------- | ------- |
| 1996/1997 | 85.     |
| 1997/1998 | 55.     |
| 1998/1999 | 127.    |
| 1999/2000 | 73.     |
| 2000/2001 | 127.    |
| 2002/2003 | 75.     |
| 2004/2005 | 138.    |
| 2005/2006 | 167.    |

#### Miejsca w czołowej "10" w zawodach
1. Haus im Ennstal – 19 grudnia 1996 (zjazd) – 10. miejsce
2. Obereggen – 12 grudnia 1997 (supergigant) – 4. miejsce
3. Altenmarkt-Zauchensee – 13 stycznia 1998 (supergigant) – 4. miejsce
4. Les Orres – 27 stycznia 2000 (zjazd) – 8. miejsce
5. Garmisch-Partenkirchen – 1 lutego 2000 (supergigant) – 9. miejsce
6. Sella Nevea – 14 lutego 2003 (supergigant) – 4. miejsce
7. Piancavallo – 12 marca 2003 (supergigant) – 10. miejsce

### Nor-Am Cup

#### Miejsca w klasyfikacji generalnej
| Sezon     | Miejsce |
| --------- | ------- |
| 1998/1999 | 127.    |

### Puchar Ameryki Południowej

#### Miejsca w klasyfikacji generalnej
| Sezon | Miejsce |
| ----- | ------- |
| 1997  | 21.     |
| 2001  | 10.     |

#### Miejsca na podium w zawodach
1. Bariloche – 14 sierpnia 2001 (slalom) – 3. miejsce
2. Bariloche – 16 sierpnia 2001 (supergigant) – 3. miejsce

### FIS Race

#### Zwycięstwa w zawodach
1. Altenmarkt-Zauchensee – 18 stycznia 1996 (zjazd)
2. Kranjska Gora – 15 stycznia 1997 (slalom gigant)
3. Bruneck – 16 stycznia 1997 (supergigant)
4. Maribor – 21 stycznia 1997 (supergigant)
5. Radstadt – 21 lutego 1997 (supergigant)
6. Radstadt – 21 lutego 1997 (supergigant)
7. Maribor – 14 grudnia 1998 (slalom gigant)
8. Stari vrh – 15 stycznia 2000 (slalom gigant)
9. Kranjska Gora – 17 stycznia 2000 (slalom gigant)
10. Bruneck – 19 stycznia 2000 (supergigant)
11. Maribor – 2 lutego 2000 (zjazd)
12. Kope – 22 lutego 2000 (supergigant)
13. Maribor – 6 marca 2003 (slalom gigant)

#### Pozostałe miejsca na podium w zawodach
1. Maribor – 9 stycznia 1995 (supergigant) – 3. miejsce
2. Altenmarkt-Zauchensee – 17 stycznia 1996 (zjazd) – 2. miejsce
3. Bruneck – 21 stycznia 1998 (supergigant) – 2. miejsce
4. Kope – 13 lutego 1998 (slalom gigant) – 2. miejsce
5. Ravne na Koroškem – 13 lutego 1999 (supergigant) – 3. miejsce
6. Stari vrh – 22 stycznia 2000 (slalom gigant) – 2. miejsce
7. Kope – 23 lutego 2000 (supergigant) – 2. miejsce
8. Kope – 27 lutego 2000 (slalom gigant) – 2. miejsce
9. Megeve – 11 marca 2000 (supergigant) – 3. miejsce
10. Rogla – 24 marca 2000 (slalom gigant) – 2. miejsce
11. Innerkrems – 21 stycznia 2002 (supergigant) – 2. miejsce
12. Krvavec – 12 marca 2002 (slalom gigant) – 3. miejsce
13. Innerkrems – 20 marca 2003 (supergigant) – 2. miejsce
14. Innerkrems – 13 kwietnia 2003 (supergigant) – 3. miejsce